# Fritz Schlesinger
Hermann Fritz Schlesinger (* 30. Juni 1896 in Freital-Niederhäslich; † 15. Dezember 1986 in Freital) war ein deutscher Keramik-Modelleur und Bildhauer.

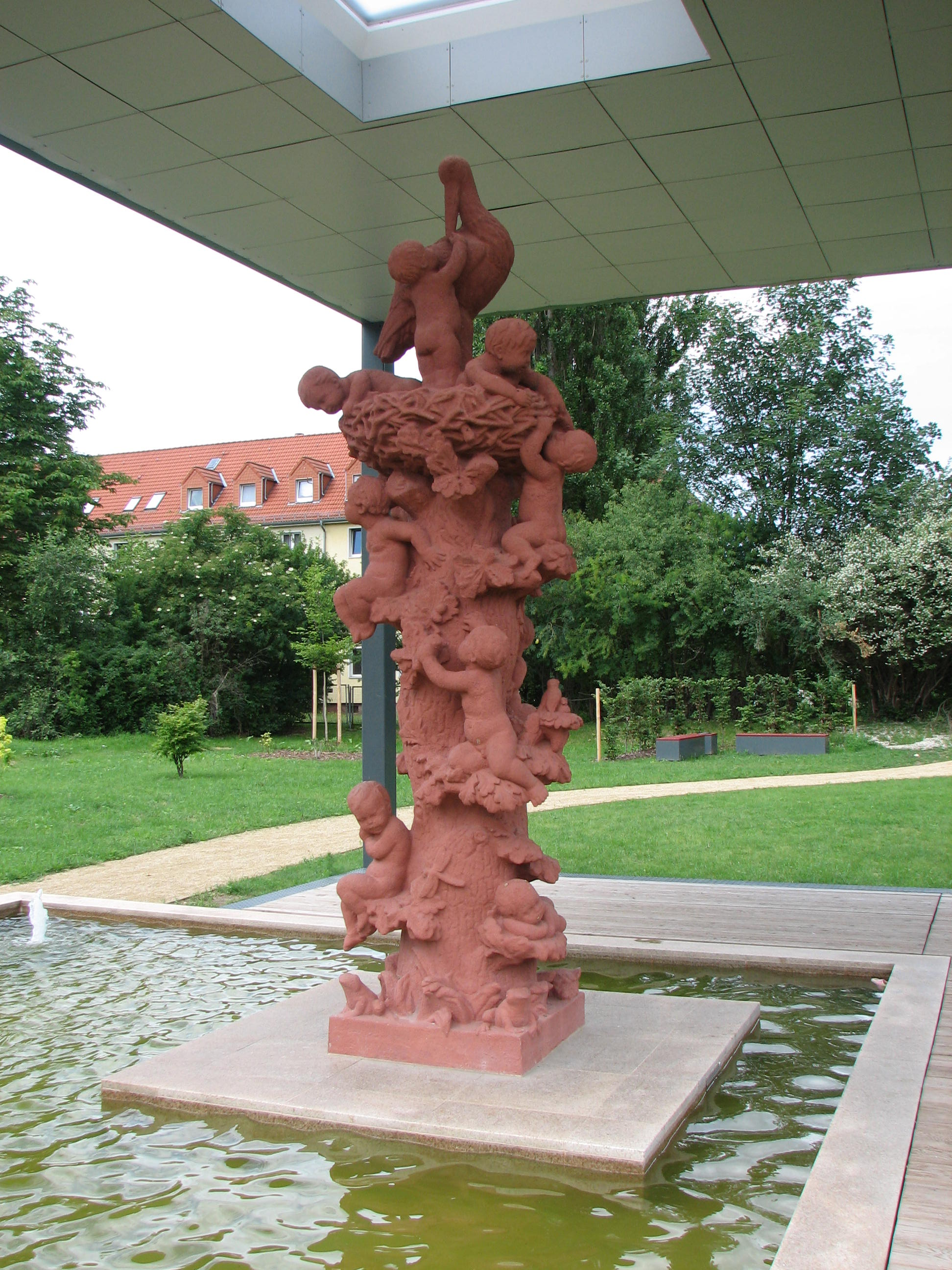
2012 sanierter Storchenbrunnen in Freital

## Leben
Er war ein Sohn des Porzellanmalers Julius Fritz Schlesinger. Nach der Schulzeit absolvierte er von 1910 bis 1914 eine Lehrausbildung zum Modelleur in der Porzellanmanufaktur in Potschappel. Anschließend arbeitete er ab 1914 künstlerisch gemeinsam mit den Bildhauern Gustav Oppel, Franz Rauch und Hugo Meisel für die Porzellanmanufaktur Kämmer in Rudolstadt.
Von 1919 bis 1925 absolvierte er ein Studium im Fach Bildhauer an der Kunstakademie Dresden. Dort war er Meisterschüler bei  Karl Groß und Karl Albiker. Zu seinem Diplom erhielt er eine Auszeichnung mit Bronzemedaille.
Von 1925 bis 1945 war er freischaffender Bildhauer in Freital, arbeitete u. a. für die Formenfabrik Gebrüder Frank und die Schokoladenfabrik J. M. Jähnigen Söhne, führte aber zwischen 1928 und 1938 auch Aufträge für die Porzellanmanufaktur in Potschappel aus. Ab 1946 war er in der Zwingerbauhütte tätig und als Nachfolger von Albert Braun ab 1962 leitend für die künstlerische Reproduktion der figürlichen und ornamentalen Plastiken beim Wiederaufbau des Dresdner Zwingers verantwortlich.
Im Jahr 1963 erhielt Fritz Schlesinger den Nationalpreis der DDR.

## Werke (Auswahl)
- 1938 Storchenbrunnen aus Kunststein, Freital bei Dresden